# 马尼娅·科瓦尔斯基
马尼娅·科瓦尔斯基（德語：Manja Kowalski，1976年1月25日—），德国女子赛艇运动员。她曾代表德国参加2000年夏季奥林匹克运动会赛艇比赛，获得女子四人双桨金牌。

## 家庭
孪生姐妹克斯廷·科瓦尔斯基。